# Puchar Sześciu Narodów U-20 2009
Puchar Sześciu Narodów U-20 2009 – druga edycja Pucharu Sześciu Narodów U-20, międzynarodowych rozgrywek w rugby union dla reprezentacji narodowych do lat dwudziestu. Zawody odbyły się w dniach 6 lutego – 20 marca 2009 roku, a zwyciężyła w nich reprezentacja Francji.

## Mecze
| 6 lutego 200918:30 | Anglia U-20                                                              | 17:0 | Włochy U-20 | Sixways Stadium, Worcester Sędzia: John Lacey |
| 6 lutego 200918:30 | Henry Trinder 5 (P) Luke Eves 5 (P) Rory Clegg 2 (pd) Seb Stegmann 5 (P) | 17:0 |             | Sixways Stadium, Worcester Sędzia: John Lacey |

| 6 lutego 200919:10 | Szkocja U-20        | 18:17 | Walia U-20                                      | McDiarmid Park, Perth Sędzia: Stefano Penne |
| 6 lutego 200919:10 | Peter Horne 18 (6K) | 18:17 | Jason Tovey 7 (2pd K) Kristian Phillips 10 (2P) | McDiarmid Park, Perth Sędzia: Stefano Penne |

| 6 lutego 200919:30 | Irlandia U-20                                           | 9:6 | Francja U-20             | Dubarry Park, Athlone Sędzia: David Bodilly |
| 6 lutego 200919:30 | Conor Murray 3 (K) Andrew Burke 3 (K) Ian Madigan 3 (K) | 9:6 | Pierre Bernard 5 (pd dg) | Dubarry Park, Athlone Sędzia: David Bodilly |

| 13 lutego 200918:45 | Francja U-20                                                                                      | 30:3 | Szkocja U-20      | Stade Léo Lagrange, Chalon-sur-Saône Widzów: 6000 Sędzia: JP Doyle |
| 13 lutego 200918:45 | Pierre Bernard 18 (P 2pd 3K) Geoffrery Doumayrou 5 (P) Jeremy Guillot 5 (P) Romain Lombard 2 (pd) | 30:3 | Peter Horne 3 (K) | Stade Léo Lagrange, Chalon-sur-Saône Widzów: 6000 Sędzia: JP Doyle |

| 13 lutego 200919:10 | Walia U-20                                  | 16:28 | Anglia U-20                                                                     | Brewery Field, Bridgend Sędzia: Neil Paterson |
| 13 lutego 200919:10 | Jason Tovey 11 (pd 3K) Justin Tipuric 5 (P) | 16:28 | Chris York 5 (P) Robert Miller 13 (P 4pd) Henry Trinder 5 (P) Calum Clark 5 (P) | Brewery Field, Bridgend Sędzia: Neil Paterson |

| 14 lutego 200915:00 | Włochy U-20                                                                    | 23:29 | Irlandia U-20                                                                                        | Stadio Beltrametti, Piacenza Sędzia: Cyril Lafon |
| 14 lutego 200915:00 | Tommaso Benvenuti 13 (2pd 3K) Giovanbattista Venditti 5 (P) Joshua Furno 5 (P) | 23:29 | Conor Murray 11 (pd 3K) Tom Sexton 5 (P) Ian Madigan 2 (pd) Ian McKinley 6 (2K) Ronan O’Mahony 5 (P) | Stadio Beltrametti, Piacenza Sędzia: Cyril Lafon |

| 27 lutego 200918:15 | Irlandia U-20                                                    | 19:18 | Anglia U-20                                                            | Dubarry Park, Athlone Sędzia: James Jones |
| 27 lutego 200918:15 | Ian McKinley 11 (pd 3K) Michael Keating 5 (P) Ian Madigan 3 (dg) | 19:18 | Josh Ovens 5 (P) Rory Clegg 3 (K) George Lowe 5 (P) Will Hurrell 5 (P) | Dubarry Park, Athlone Sędzia: James Jones |

| 27 lutego 200919:30 | Szkocja U-20                                              | 14:10 | Włochy U-20                   | Dens Park, Dundee Widzów: 1023 Sędzia: Dudley Phillips |
| 27 lutego 200919:30 | Peter Horne 3 (K) Paul Louden 5 (P) Robbie McGowan 6 (2K) | 14:10 | Tommaso Benvenuti 10 (P pd K) | Dens Park, Dundee Widzów: 1023 Sędzia: Dudley Phillips |

| 28 lutego 200914:00 | Francja U-20 | 40:20 | Walia U-20                                                     | Parc des Sports, Haguenau Sędzia: Alan Falzone |
| 28 lutego 200914:00 | Romain Lombard 11 (pd 3K) Alexandre Lapandry 10 (2P) Benjamin Fall 5 (P) Pierre Bernard 9 (3pd K) Leo Griffoul 5 (P) | 40:20 | Jason Tovey 10 (2pd 2K) Justin Tipuric 5 (P) Rory Pitman 5 (P) | Parc des Sports, Haguenau Sędzia: Alan Falzone |

| 13 marca 200919:30 | Szkocja U-20                                                                                               | 35:20 | Irlandia U-20                                                                 | McDiarmid Park, Perth Widzów: 1441 Sędzia: Andrew Small |
| 13 marca 200919:30 | Robbie McGowan 15 (3pd 3K) Henry Pyrgos 5 (P) Struan Dewar 5 (P) Chris Fusaro 5 (P) Stuart MacInally 5 (P) | 35:20 | Ian McKinley 4 (2pd) Adam Macklin 5 (P) Dave Kearney 5 (P) Ian Madigan 6 (2K) | McDiarmid Park, Perth Widzów: 1441 Sędzia: Andrew Small |

| 13 marca 200920:00 | Anglia U-20                         | 11:31 | Francja U-20                                                                                      | Sixways Stadium, Worcester Widzów: 5719 Sędzia: Stefano Penne |
| 13 marca 200920:00 | Rory Clegg 6 (2K) George Lowe 5 (P) | 11:31 | Antonin Raffault 5 (P) Pierre Bernard 11 (4pd K) Djibril Camara 10 (2P) Jean-Charles Orioli 5 (P) | Sixways Stadium, Worcester Widzów: 5719 Sędzia: Stefano Penne |

| 13 marca 200920:10 | Włochy U-20                                            | 14:34 | Walia U-20                                                                                            | Stadio Lamarmora, Biella Sędzia: Graham Knox |
| 13 marca 200920:10 | Tommaso Benvenuti 9 (3K) Giovanbattista Venditti 5 (P) | 14:34 | Tavis Knoyle 5 (P) Dai Langdon 9 (3pd K) Ashley Sweet 5 (P) Scott Williams 5 (P) Nic Reynolds 10 (2P) | Stadio Lamarmora, Biella Sędzia: Graham Knox |

| 20 marca 200919:00 | Włochy U-20                                           | 10:43 | Francja U-20                                                                                         | Stadio Guido Angelini, Chieti Widzów: 3000 Sędzia: David Bodilly |
| 20 marca 200919:00 | Giovanbattista Venditti 5 (P) Tommaso Benvenuti 5 (P) | 10:43 | Aristide Barraud 23 (P 3pd 4K) Geoffrery Doumayrou 10 (2P) Benjamin Fall 5 (P) Laurent Trainer 5 (P) | Stadio Guido Angelini, Chieti Widzów: 3000 Sędzia: David Bodilly |

| 20 marca 200919:10 | Walia U-20         | 6:9 | Irlandia U-20       | Parc y Scarlets, Llanelli Sędzia: Greg Garner |
| 20 marca 200919:10 | Jason Tovey 6 (2K) | 6:9 | Andrew Burke 9 (3K) | Parc y Scarlets, Llanelli Sędzia: Greg Garner |

| 20 marca 200920:00 | Anglia U-20                                                                     | 20:6 | Szkocja U-20          | Sixways Stadium, Worcester Widzów: 4854 Sędzia: Jérôme Garcès |
| 20 marca 200920:00 | Henry Trinder 5 (P) Robert Miller 5 (pd K) Jamie Gibson 5 (P) George Lowe 5 (P) | 20:6 | Robbie McGowan 6 (2K) | Sixways Stadium, Worcester Widzów: 4854 Sędzia: Jérôme Garcès |